# Don’t Judge Me
Don’t Judge Me ist eine R&B-Ballade des US-amerikanischen Sängers Chris Brown und die fünfte Single aus seinem fünften Studioalbum Fortune. Der Song wurde am 14. August 2012 als Single veröffentlicht.

## Inhalt und Komposition
Don’t Judge Me ist ein Liebeslied, mit dem die von Brown besungene Rolle seiner Freundin ihn nicht beurteilen solle, da es Indiskretionen in der Vergangenheit gab, aber man nun in die Zukunft blicken müsse (I won't deny what they say / Because most of it is true / But it was all before I fell for you). Der Song wurde von Adam Messinger, Chris Brown und Nasri Atweh geschrieben.

## Musikvideo
Das Video zu Don’t Judge Me wurde von Regie Colin Tilley und Chris Brown im August 2012 gedreht. am 6. Oktober 2012 veröffentlicht. Es zeigt Brown, wie er per LKW an einen Militärstützpunkt gelangt, um dort eine Selbstmord-Mission durchzuführen. Als er dort angekommen ist, kommt seine Freundin und fragt ihn warum er dies tun will. Er sagt, er tue es für das Land, den Planeten und den Menschen den ich Liebe. Wenn es das sei, was er tun müsse, tue er es. Von dort aus wird er in den Weltraum befördert und dort von einem Riesenkraken vernichtet. Dazwischen werden oft Szenen von ihm neben einer Couch mit einer Frau eingeblendet.

## Rezeption
Don’t Judge Me erhielt gemischte Kritiken. Trent Fitzgerald von PopCrush und Mesfin Fekadu der Associated Press betrachteten es als einen der herausragendsten Tracks von Fortune. Amy Sciarretto fand, dass dieser Song eine Seite zeigt, die wir selten zuvor an Chris Brown sahen. Jamel Coles, der UAB Kaleidoscope beschrieb Don’t Judge Me als emotionalen Track und schrieb: „beim Hören Lieder wie dieses, könne man seine Fähigkeit, gute Musik zu machen nicht bestreiten.“ Jasmine Grant vom Juicy Magazin hat den Song als herzliche Ballade angesehen wobei Maura Johnston von Rolling Stone schrieb, dass es wie ein Twitter-Ausruf gegen Hater klingt. Melissa Ruggieri vom The Atlanta Journal-Constitution beschrieb Don’t Judge Me als beschwingte Ballade und bemerkte, dass Brown semi-ernst in dem Lied ist. Ein Gutachter auf 4Music nannte das Lied unleugbar emotional und schrieb: „fragen wir uns: Handelt es sich um eine herzzerreißende Appell an Rihanna?“ Evan Rytlewski vom The AV Club sagte zu Don’t Judge Me nur: „faul“, während Kritiker Thomas Conner von der Chicago Sun-Times den Song als eine „abklingende, rauchige Ballade.“ bezeichnete. In seiner Rezension von Fortune, schrieb Nick Levine des BBC-Music-Radios, dass der Song einer der Gründe war, warum das Album sich „lähmend und nichtssagend“ anhörte. Scott Kara von The New Zealand Herald beschrieb Don’t Judge Me als „schwach und zuckend“, und sagte, dass die Texte für ihn die Worte von jemandem sind, der noch nicht ganz begriffen hat, dass das, was er in der Vergangenheit getan hat, nicht widerrufbar ist.

## Kommerzieller Erfolg

### Chartplatzierungen
Don’t Judge Me stieg anfangs nur im Vereinigten Königreich auf Platz 42 ein, doch nachdem eine Dance-Version des US-amerikanischen DJs Dave Audé erschien, stieg der Song auch in die deutschen und österreichischen Charts ein. In Deutschland war Chris Brown mit einem 38. Platz am erfolgreichsten.
| ChartsChartplatzierungen       | Höchstplatzierung | Wochen |
| ------------------------------ | ----------------- | ------ |
| Deutschland (GfK)              | 38 (14 Wo.)       | 14     |
| Österreich (Ö3)                | 66 (1 Wo.)        | 1      |
| Vereinigte Staaten (Billboard) | 67 (20 Wo.)       | 20     |
| Vereinigtes Königreich (OCC)   | 42 (9 Wo.)        | 9      |

### Auszeichnungen für Musikverkäufe
| Land/Region                  | Auszeichnungen für Musikverkäufe (Land/Region, Auszeichnung, Verkäufe) | Verkäufe  |
| ---------------------------- | ---------------------------------------------------------------------- | --------- |
| Australien (ARIA)            | Gold                                                                   | 35.000    |
| Vereinigte Staaten (RIAA)    | 2× Platin                                                              | 2.000.000 |
| Vereinigtes Königreich (BPI) | Silber                                                                 | 200.000   |
| Insgesamt                    | 1× Silber · 1× Gold · 2× Platin ·                                      | 2.235.000 |

Hauptartikel: Chris Brown (Sänger)/Auszeichnungen für Musikverkäufe